# Iveta Korešová
Iveta Korešová-Luzumová (* 3. dubna 1989 Písek) je česká házenkářka. Mezi její největší úspěchy patří čtyři tituly v německé lize a dvakrát cena pro nejlepší hráčku německé ligy.

## Životopis
S házenou začala v rodném Písku podobně jako další reprezentantky Veronika Malá s Alenou Šetelíkovou-Stellnerovou a bývalá reprezentační brankářka Barbora Raníková a trenérka píseckých házenkářek a též bývalá reprezentantka Kateřina Keclíková.
Jako nejlepší hráčka české ligy[zdroj⁠?!] odešla v roce 2012 do francouzského Mios Biganos. V následující sezóně (2013/2017) přestoupila do týmu několikanásobného německého mistra Thüringer HC.
Po mateřské dovolené se vrátila zpět do České republiky a v sezóně 2021/2022 obléká dres klubu DHK Baník Most. Od sezony 2022/23 hraje za TJ Sokol Písek. V sezoně 2023/24 byla zvolena nejlepší hráčkou české ligy.
Hraje i v české reprezentaci. Reprezentační premiéru zažila v roce 2009 proti Slovinsku. 
Provdala se za fotbalistu Štěpána Koreše. V srpnu 2020 se jim narodil syn Jakub.

## Úspěchy
- Účastnice Mistrovství světa 2013, 2017
- Účastnice Mistrovství Evropy 2012, 2016, 2018
- Mistr Německa 2014, 2015, 2016, 2018
- Vítězka Superpoháru 2015, 2016
- Nejlepší hráčka a střelkyně bundesligy: 2017-2018, 2018-2019
- Účastnice Challenge Cupu 2009, 2010, 2011 (Sokol Písek), 2012 (Mios Biganos)
- Účastnice Champions League EHF 2013, 2014, 2015, 2016, 2017, 2018 (HC Thüringer)
- Účastnice EHF Cupu 2019 (HC Thüringer)